# Finizio live - In due parole
Finizio live - In due parole è il secondo live inciso dal cantautore italiano Gigi Finizio. Pubblicato nel 2003 contiene le canzoni più belle fatte, fin allora, dal cantante napoletano. In questo live, contenente 14 canzoni, Finizio pubblica la canzone "In due parole" e introduce le popolarissime canzoni napoletane: "Tu si na cosa grande" e "I te vurria vasà"

## Tracce
1. In due parole (inedito)
2. Lo specchio dei pensieri
3. Male dentro
4. Amore amore
5. Tu sì 'na cosa grande
6. Occasioni
7. Notte senza luna
8. T'innamorerai
9. Maledetta voglia di te
10. I te vurria vasà
11. Solo lei
12. Scacco matto
13. Fammi riprovare